# Кол (Марна)
Кол (фр. Coole) насеље је и општина у североисточној Француској у региону Шампањ-Арден, у департману Марна која припада префектури Шалонс ан Шампањ.
По подацима из 2011. године у општини је живело 145 становника, а густина насељености је износила 4,85 становника/km². Општина се простире на површини од 29,92 km². Налази се на средњој надморској висини од 159 метара.

## Демографија
| 1962. | 1968. | 1975. | 1982. | 1990. | 1999. | 2011. |
| ----- | ----- | ----- | ----- | ----- | ----- | ----- |
| 186   | 202   | 185   | 176   | 173   | 156   | 145   |

График промене броја становника у току последњих година